# Sámi soga lávlla
Sámi soga lávlla er et digt af Isak Saba, skrevet og publiceret i Sagai Muittalægje i 1906. På samekonferencen i Åre i 1986 blev den vedtaget som samisk nationalsang. Digtet blev tonesat af Arne Sørli, og melodien (jf. partitur til nedenfor til højre) blev godkendt på den 15. samekonference i Helsingfors i 1992. Teksten er oversat til alle de samiske sprog. Denne udgave er skrevet på orginalsproget, nordsamisk, men med gældende retskrivning.

## Nordsamisk version (ny retskrivning)
Guhkkin davvin Dávggáid vuolde
sabmá suolggai Sámieanan.
Duottar leabbá duoddar duohkin,
jávri seabbá jávrri lahka.
čohkat čilggin, čorut čearuin
allanaddet almmi vuostái.
Šávvet jogat, šuvvet vuovddit,
cáhket ceakko stállenjárggat.
máraideaddji mearaide.
Dálvit dáppe buolašbiekkat,
muohtaborggat meariheamit.
Sámisohka sieluin mielain
eahccá datte eatnamiiddis:
Mátkálažžii mánuheabit,
giđđudeaddji guovssahasat, -
ruoškkas, ruovggas rođuin gullo,
juhca jávrriin, jalgadasain,
geresskálla máđiid miel.
Ja go geassebeaivváš gollut
mehciid, mearaid, mearragáttiid,
golli siste guollebivdit
suilot mearain, suilot jávrriin.
Gollin čuvget čáhcelottit,
silban šovvot sámieanut,
šelgot čuoimmit, šleđgot áirrut,
luitet olbmát lávllodemiin
geavgŋáid, guoikkaid, goatniliid.
Sámieatnan sohkagoddi –
dat lea gierdan doddjokeahttá
goddi čuđiid, garrogávppiid,
viehkes vearrevearroválddiid.
Dearvva dutnje, sitkes sohka!
Dearvva dutnje, ráfi ruohtas!
Eai leat doarut dorrojuvvon,
eai leat vieljain varat vardán
sámi siivo soga sis.
Máttarádját mis leat dovle
vuoitán vearredahkkiid badjel.
Vuostálastot, vieljat, miige
sitkatvuođain soardiideamet!
Beaivvi bártniid nana nálli!
Eai du vuoitte vašálaččat,
jos fal gáhttet gollegielat,
muittát máttarmáttuid sáni:
Sámieatnan sámiide!

## Norsk version (Jacob Børretzen)
Langt nord under Store Bjørnen
sakte stiger Samelandet:
Vidde seg bak vidde strekker,
sjø ved sjø hvor øyet rekker.
Lier, åser, snaue rabber
hever seg mot himmelbrynet.
Elver bruser, skoger suser,
stålgrå, steile fjell-nes skyter
mot det ville hav seg ut.
Vintertid med storm og kulde,
snefokk uten mål og måte.
Sameslekten dog av hjertet
henger med sitt hjem og yrke.
For en vandrer månen skinner,
nordlys flimrer, stjerner tindrer.
Reingrynt høres mellom krattet,
sus og brus fra sjø og slette,
pulkestøy langs vintervei.
Og når sommersolen gyller
fjell og skoger, hav og strender,
fiskere i gullglans gynger,
gynger stilt på hav og innsjø.
Gyllent glinser svømmefugler
og som sølv de store elver.
Staker glimter, årer glitrer,
Folket under sang det farer
gjennom stiller, stryk og foss.
Samelandets ætt og stamme
utholdt har og tålt så mange
herjingstokter, bannskaps-handler,
frekke falske skattefuter.
Hill deg, seige samestamme!
Hill deg, fredens rot og flamme!
Aldri er der kamper kjempet,
aldri broder-blod har runnet
i den stille sameslekt.
Våre fedre før har seiret
over dem som urett øvet.
La oss også motstå, brødre,
dem som vil oss underkue!
Solens sønners seige avkom!
Aldri skal du overvinnes
om ditt gyldne språk du vokter,
husker dine fedres tale:
Sameland for samene!